# Wacom
Wacom Co. Ltd. (en japonés 株式会社ワコム Kabushiki-kaisha Wakomu?) es una compañía internacional que produce tabletas gráficas, digitalizadoras y otros productos relacionados. Su sede central se encuentra en la prefectura de Saitama (Otone), Japón. Posee otra sede en Vancouver, Columbia Británica, Canadá,  para los mercados americanos y otra sede en Krefeld, Alemania, orientada a los mercados de Europa, Medio Oriente y África. 
Wacom es la contracción en idioma japonés de las palabras «Wa» (armonía o círculo) y «Komu» (computadora). 
Es uno de los mayores y más importantes fabricantes de tabletas digitalizadoras. Sus tabletas gráficas son muy populares entre artistas, dibujantes de cómics, diseñadores gráficos o arquitectos, citándose frecuentemente como estándar.
Las tabletas de Wacom utilizan una tecnología, patentada, de lápiz digital sin cable, sin pilas, sensible a la variación de presión y que recoge a alta frecuencia las posiciones de la punta del lápiz respecto a la superficie de la tableta con mucha predictibilidad. Gracias a ello permite que los lápices empleados sean ligeros. La tecnología se basa en resonancia electromagnética. La base de la tarjeta contiene unos emisores de campo electromagnético, mientras que el lápiz posee un circuito resonante que oscila según el campo electromagnético que recibe.
Se caracteriza por:
- Lápiz desde 2048 a 8192 niveles de sensibilidad
- Lápiz sin baterías
- Gran comodidad
- Posibilidad de manejo con varios dedos en lugar del lápiz (multitáctil) en algunos modelos

El modelo Cintiq se usa en estudios de animación tales como Disney, Pixar, diseño automovilístico como Audi, Seat, Volvo, Mini, Kia, y en las mejores agencias de publicidad, diseño gráfico, etc.
Wacom dispone también una tecnología de entrada gráfica, denominada «Penabled-PC», que es utilizada por la mayoría de las tabletas actuales.
Su grado de participación en los mercados de Japón y en el resto del mundo es la siguiente:
| Año  | Japón  | Resto del mundo | Fuente                                     |
| ---- | ------ | --------------- | ------------------------------------------ |
| 2005 | 95.8 % | 70 %            | «Survey by BCN Research Institute in 2005» |
| 2008 | 95.4 % | 86 %            | «Survey by BCN Research Institute in 2008» |
| 2009 | 93.8 % | 85 %            | «Survey by BCN Research Institute in 2009» |

## Productos
Wacom comercializa o ha comercializado las siguientes líneas de productos:
- Actuales

Intuos (2015)
Esta es la nueva gama básica de tabletas para usuarios aficionados. Las hay principalmente de dos tamaños (Small y Medium) y disponen de tres colores en total (blanco, negro y azul). No todos los colores y tamaños están disponibles para todos los modelos. Vienen en cinco paquetes distintos, cada uno ofreciendo un programa o más de software básico específico del modelo. 
Los modelos son: Draw, Art, Comic, Photo y 3D. El modelo Draw es el único modelo que no incluye la función multitáctil.
Tienen cuatro ExpressKeys y originalmente tenían 1024 niveles de presión, aunque desde Windows 7 y Mac 10.10 son 2048. Todas se conectan mediante cable USB y pueden ser complementadas con el kit inalámbrico de Wacom.
Intuos Pro  y Intuos Pro Paper (2017)
Gama de tabletas multitáctil más profesional, que sustituyen a las Intuos Pro anteriores en los modelos M y L (Intuos Pro S continua la de generación anterior) 
Los nuevos modelos Intuos Pro llevan mejoras respecto a los anteriores modelos de Intuos Pro. Son más delgadas, base metálica y patas alargadas que mejorar la sujeción a la mesa, tienen conexión por USB C y Bluetooth, pasan de tener 2048 niveles de presión a 8192. Tienen 8 ExpressKeys configurables (salvo modelo S, que tiene 6) + touch ring. También mejora la velocidad de escritura, respecto a sus predecesoras. Incluyen multitouch a cinco dedos configurable, a diferencia de Intuos básicas, que son cuatro predefinidos.
Las Paper edition, permiten trabajar de una forma similar a los Smartpads (Slate, Folio y anteriormente Spark e Inkling) capturando el boceto y guardándolo como un archivo editable para poder ser trabajado posteriormente de manera digital. Este se puede exportar en JPEG, PNG y vectores. No es necesario estar conectado a un ordenador o a Internet. Se puede trabajar en papel A5 (tamaño de media carta) con el modelo mediano y en papel A4 (tamaño de letra) con el modelo grande. También se puede usar como una tableta gráfica convencional.
Cintiq y Cintiq Pro
Es una línea híbrida entre una tableta digitalizadora y una pantalla. Incorpora una pantalla de LCD como parte de la tableta. Permite a los usuarios escribir o dibujar directamente en la pantalla. Son compatibles con Windows, Mac OS X y GNU/Linux.
Hay varios modelos disponibles: Cintiq 13 HD, Cintiq 22HD/22HD Touch, Cintiq 27QHD/27QHD Touch y Cintiq Pro 13 y 16 (ambos touch) Modelos antiguos, Cintiq 12WX, 13HD Touch, 18SX, 21UX, Cintiq 24HD y HD Touch)
Wacom Mobile Studio
Sustituyen a las Cintiq Companion. Llevan incorporado el sistema operativo y funcionan de manera independiente sin la necesidad de disponer de un ordenador.
- Anticuados/retirados

Bamboo
Esta es la línea destinada a usuarios aficionados. Entre las características de estas tabletas se puede citar: 1024 niveles de sensibilidad a la presión y una resolución de 1024 puntos por pulgada (o 403 puntos por cm). La mayoría de estos modelos poseen un área activa de 14,70 x 9,10 centímetros. Los modelos actuales de esta línea son: Bamboo Pen & Touch, Bamboo Pen, Bamboo Touch, Bamboo Fun y Bamboo Craft. El mayor es Bamboo Fun, con un área activa de 14,70 x 13,70 centímetros. Con excepción del Bamboo Pen, los demás modelos soportan la tecnología "multitouch" (posibilidad de realizar gestos con los dedos sin necesidad de usar el stylus). El modelo Bamboo Touch no utiliza un stylus, solo trabaja con la tecnología "touch".
Bamboo pad
Un touchpad destinado a la navegación y a las anotaciones y pequeños dibujos para documentos digitales, compatible con la app de anotaciones Bamboo Page. No está aconsejada para un uso de dibujo profesional. Tienen control multitáctil. Su tamaño es de 
1,6 x 14,1 x 16,7 cm. Está disponible en dos versiones: la USB y la wireless, en colores plateado en el caso de la USB y plateado, blanco y verde, blanco y morado y blanco y azul en el caso de la wireless.
Intuos
La línea Intuos se orienta a diseñadores gráficos profesionales. Poseen mayores prestaciones que los otros modelos. Son especialmente útiles para los profesionales que desean sentir la misma experiencia que al dibujar sobre papel. Los últimos modelos incluyen 2048 niveles de presión y 5080 puntos por pulgada.
Intuos Pen & Touch series
Hasta el 2015, estas eran los nuevos modelos Intuos de Wacom siendo sustituidas por las Intuos Draw, Art, Photo y Comic, presentadas por Wacom el 4 de septiembre de 2015.
Las intuos Pro se mantiene intactas hasta la fecha, pero los antiguos modelos que serán substituidos son los siguientes:
Pen, Pen & Touch S, Pen & Touch M, Manga.
Resumen:
Tiene 1024 niveles de presión, cuatro ExpressKeys configurables. Todas se conectan mediante cable USB y pueden ser complementadas con el kit inalámbrico de Wacom.
Cintiq Companion 2
Estas tabletas de la gama Cintiq llevan incorporado el sistema operativo Windows 8.1, disponible en cinco modelos. Su capacidad de almacenamiento va desde los 64GB a los 512GB. LLeva Bluetooth 4.0 incorporado.
Cintiq Companion Hybrid
Estas tabletas de la gama Cintiq incorporan un sistema operativo Android por lo que tienen la autonomía de un tablet Android y se pueden usar sin necesidad de estar conectadas a un ordenador. Consta de un procesador Intel® Core™i-7 de tercera generación, Android 4.2 como sistema operativo, gráficos Nvidia y un almacenamiento de 16 o 32 GB.
Otros productos
- Wacom Bamboo Folio
- Tableta Wacom One
- Inkling:[5][6] Un stylus que junto a su accesorio permite dibujar en el bloc de bocetos y llevarlo al ordenador sin necesidad de escanearlo.

- Stylus
- Tabletas de firma electrónica
- Kit de accesorios inalámbrico
- Fundas para tabletas

Productos obsoletos
ArtZ, ArtZ II, ArtPad, ArtPad II, Digitizer, Digitizer II, Favo, UltraPad, Graphire hasta Graphire4, Bamboo hasta 3a generación, Intuos hasta Intuos5, Cintiqs de 15, 17 y 18 pulgadas 12WX etc, Volito, PenPartner y Intuos Pen, Pen & Touch S, Pen & Touch M, Manga.